# Saltator à capuchon
Saltator nigriceps
Espèce
Synonymes
- Pitylus nigriceps Chapman, 1914

Statut de conservation UICN

 LC  : Préoccupation mineure
Le Saltator à capuchon (Saltator nigriceps) est une espèce d'oiseaux de la famille des Thraupidae.

## Description
Cet oiseau mesure environ 22 cm de longueur. Il présente un plumage gris pâle avec la tête noire et les sous-caudales jaunâtres. Les pattes sont gris pâle et le bec orange.

## Répartition
Cette espèce vit en Équateur et au Pérou.

## Habitat
Cet oiseau peuple les forêts (même dégradées) et les maquis humides de montagne.

## Systématique
Cette espèce est monotypique (pas de sous-espèces). L'espèce a été initialement décrite par Frank Michler Chapman en 1914 sous le protonyme de Pitylus nigriceps.

## Publication originale
- (en) Frank M. Chapman, « Descriptions of new birds from Ecuador », Bulletin of the American Museum of Natural History, New York, Musée américain d'histoire naturelle, vol. 33, no 23,‎ 1914, p. 317-322 (ISSN 0003-0090 et 1937-3546, OCLC 1287364, lire en ligne).